# Blanchard (Louisiana)
Blanchard város az USA Louisiana államában, Caddo megyében. Lakosainak száma 3538 fő (2020. április 1.).

## Népesség
A település népességének változása:
| Lakosok száma | 2899 | 3140 | 3538 |
|               | 2010 | 2019 | 2020 |